# Caïman Duala
Caïman Akwa Club Douala w skrócie Caïman Duala – kameruński klub piłkarski grający w kameruńskiej trzeciej lidze, a niegdyś w kameruńskiej pierwszej lidze, mający siedzibę w mieście Duala.

## Sukcesy
- Première Division[1]:
  - mistrzostwo (3): 1962, 1968, 1975

- Puchar Kamerunu[2]:
  - zwycięstwo (4): 1941, 1942, 1943, 1959 (przed uzyskaniem niepodległości)
  - finał (3): 1971, 1972, 1977

## Występy w afrykańskich pucharach
| Sezon | Rozgrywki                 | Runda       | Kraj                          | Klub                 | Dom | Wyjazd | Dwumecz      |
| ----- | ------------------------- | ----------- | ----------------------------- | -------------------- | --- | ------ | ------------ |
| 1969  | Puchar Mistrzów           | 1           | Demokratyczna Republika Konga | FC Saint Eloi Lupopo | 0–0 | 1–3    | 1–3          |
| 1969  | Puchar Mistrzów           | 1           | Uganda                        | Express FC           | 1–0 | 0–1    | 1–1 (k. 3–4) |
| 1978  | Puchar Zdobywców Pucharów | 1           | Gabon                         | FC 105 Libreville    | 2–0 | 1–3    | 3–3          |
| 1978  | Puchar Zdobywców Pucharów | ćwierćfinał | Gwinea                        | Horoya AC            | 3–3 | 1–4    | 4–7          |

## Stadion
Domowe mecze klub rozgrywa na stadionie o nazwie Stade de la Réunification w Duali. Stadion może pomieścić 30000 widzów.

## Reprezentanci kraju grający w klubie
Stan na styczeń 2023.
| - Jacques Elong-Elong - Joseph Enanga - Edmond Enoka | - Thierry Makon - Viera Ellong - Carlos Nvomo Mangue |